# Georg von Kleist
Georg Friedrich von Kleist (25 tháng 9 năm 1852 tại điền trang Rheinfeld ở Karthaus – 29 tháng 7 năm 1923 tại điền trang Wusseken ở Hammermühle) là một sĩ quan quân đội Phổ, đã được thăng cấp Thượng tướng kỵ binh, đồng thời là một chính trị gia. Ông đã tham chiến trong cuộc Chiến tranh Pháp-Đức và cuộc Chiến tranh thế giới thứ nhất.

## Tiểu sử
Georg sinh ngày 25 tháng 9 năm 1852, trong gia đình quý tộc cổ vùng Pommern von Kleist. Ông là con trai duy nhất của Thiếu tướng Fedor Benno von Kleist.
Ông đã khởi đầu sự nghiệp quân sự của mình khi gia nhập Trung đoàn Bộ binh "von Alvensleben" (số 6 Brandenburg) số 52, trung đoàn cũ của thân phụ ông, đóng quân tại Cottbus. Vào ngày 25 tháng 9 năm 1869, ông được phong quân hàm thiếu úy. Năm 18, ông đã tham gia cuộc Chiến tranh Pháp-Đức (1870 – 1871). Sau khi chiến đấu trong trận Mars-la-Tour vào ngày 16 tháng 8 năm 1870, ông bị thương nặng ở chân trong trận Gravelotte vào ngày 18 tháng 8, và điều này buộc ông phải chuyển sang lực lượng kỵ binh. Sau khi cuộc chiến tranh kết thúc, ông tham dự Học viện Quân sự Phổ vào năm 1873, và vào năm 1877 ông được thăng cấp trung úy. Tiếp theo đó, ông được lệnh gia nhập Bộ Tổng tham mưu vào năm 1878. Năm 1883, ông được lên quân hàm Trưởng quan kỵ binh, năm 1887 ông là Thiếu tá trong Bộ Tham mưu của Sư đoàn số 3, và là Tư lệnh của Trung đoàn Thương kỵ binh "Hoàng đế Alexander II của Nga" (số 1 Brandenburg) số 3 tại Fürstenwalde từ năm 1892 cho đến năm 1893. Vào ngày 25 tháng 3 năm 1894, ông được phong quân hàm Thượng tá, rồi vào năm 1895 ông được nhậm chức Trưởng khoa trong Bộ Tổng tham mưu, từ năm 1896 cho đến năm 1898 ông là Đại tá và Trưởng khoa Lịch sử Quân sự. Ngày 22 tháng 5 năm 1899, Kleist được thăng quân hàm Thiếu tướng và được bổ nhiệm làm Cục trưởng Cục thanh tra kỵ binh 1 tại Königsberg vào ngày 14 tháng 9 năm 1901. Ngày 22 tháng 4 năm 1902, ông được thăng cấp Trung tướng và một năm sau ông được lãnh chức Tư lệnh của Sư đoàn số 38 tại Erfurt vào ngày 18 thámg 4 năm 1903. Vào năm 1907, Kleist được bộ nhiệm làm Tướng thanh tra Kỵ binh, sau đó ông giải ngũ vào năm 1909.
Khi cuộc Chiến tranh thế giới thứ nhất bùng nổ, ông được triệu hồi làm Tướng tư lệnh của Quân đoàn Trừ bị XXIII vào ngày 25 tháng 8 năm 1914. Với quân đoàn này, Kleist đã tham chiến tại khu vực phía bắc của Tập đoàn quân số 4 dưới sự chỉ huy của Quận công Albrecht của Württemberg trong trận Ypres lần thứ nhất tại Flanders. Vào ngày 19 tháng 12 năm 1914, ông phải từ bỏ chức vụ chỉ huy của mình do một cơn đau tim. Ông rời bệnh viện quân y ở Ghent vào tháng 1 năm 1915, từ đó ông chú tâm vào các vấn đề chính trị và viết các công trình nghiên cứu quân sự.
Từ năm 1910 cho đến năm 1918, ông là Chủ tịch Hiệp hội Gia tộc von Kleist. Ông cũng là một thành viên Viện Quý tộc Phổ, và, trên cương vị là một trong những người sáng lập "Liên minh Phổ" vào năm 1913, ông là Chủ tịch hiệp hội này từ mùa thu năm 1918 cho đến năm 1919. Hiệp hội này kêu gọi khôi phục chế độ quân chủ ở Đức.
Ông là người hưởng quyền thừa tự (Fideikommissherr) của điền trang Wusseken và là điền chủ của Löschinghof. Vào ngày 15 tháng 5 năm 1909, ông được phong chức à la suite của Trung đoàn Thương kỵ binh "Hoàng đế Alexander II của Nga" (số 1 Brandenburg) số 3. Ông từ trần vào ngày 29 tháng 7 năm 1923.

## Gia quyến
Von Kleist đã thành hôn với bà Barbara von Nathusius; hai người có với nhau sáu con trai và một con gái. Trong các con trai của ông có Heinrich và Fedor đều là sĩ quan trong Chiến tranh thế giới thứ nhất và tử trận lần lượt ở Litva và Ba Lan. Ngoài ra, ba người con trai khác, Robert, Ewald, và Barnim cũng là đều sĩ quan quân đội Đức Quốc xã trong Chiến tranh thế giới thứ hai.

## Tác phẩm
Ông là tác giả của một số cuốn sách:
- Das Leben des Generalfeldmarschalls Grafen Kleist von Nollendorf - Berlin, Schindler, 1887. (PDF-Datei; 1,52 MB) (Thống chế Friedrich Graf Kleist von Nollendorf là một trong những tiên tổ của ông)
- Die Offizier-Patrouille im Rahmen der strategischen Aufgabe der Kavallerie. 2. Auflage, 1891.
- Manöverinstruktion für den Kavalleristen, Berlin, 1895
- Übersicht über die Teilnahme der Familie von Kleist am (1.) Weltkriege, Wusseken, 1920 (PDF-Datei; 956 kB)

Ngoài ra, ông còn là đồng tác giả của Handbuchs für Heer und Flotte (Sổ tay Hải Lục quân), Enzyklopädie der Kriegswissenschaften und verwandter Gebiete (Từ điển Khoa học Chiến tranh và các đề tài liên quan), Berlin, Leipzig, Viên, Stuttgart 1913.